# 11743 Jachowski
11743 Jachowski è un asteroide della fascia principale. Scoperto nel 1999, presenta un'orbita caratterizzata da un semiasse maggiore pari a 2,3687142 UA e da un'eccentricità di 0,1883252, inclinata di 3,15557° rispetto all'eclittica.